# Stazione di Genisi
La stazione di Genisi è una stazione ferroviaria della linea Caltanissetta Xirbi-Gela-Siracusa, chiusa al servizio passeggeri.

## Storia
La stazione venne aperta nel 1893; dopo essere stata chiusa al servizio viaggiatori, gli impianti continuarono ad essere utilizzati come posto di movimento, sino alla rimozione del necessario binario d'incrocio/precedenza. Al 2019 tutti i treni della linea vi transitano senza effettuare alcun tipo di sosta.

## Strutture ed impianti
Il fabbricato viaggiatori è strutturato su due piani, con adiacenti latrina e magazzino; tutti i locali sono chiusi. Il piazzale ferroviario era costituito da 2 binari (banchina laterale e banchina ad isola senza sottopassaggio), poi ridotti ad 1.
Sul fronte ad ovest della stazione in passato era intestato un binario tronco.

## Curiosità
Nel 1984 vi furono girate alcune scene dell'Epilogo del film a episodi Kaos, tratto da Novelle per un anno di Luigi Pirandello, dove la stazione viene usata per rappresentare la stazione di Girgenti ad inizio '900; nello stesso film - nell'episodio ispirato alla novella La giara - figurano alla loro ultima apparizione cinematografica congiunta i famosi attori siciliani Franco Franchi e Ciccio Ingrassia.